# Saint-Jeure-d'Ay
Saint-Jeure-d'Ay é uma comuna francesa na região administrativa de Auvérnia-Ródano-Alpes, no departamento de Ardèche. Estende-se por uma área de 6,9 km². Em 2010 a comuna tinha 488 habitantes (densidade: 70,7 hab./km²).